# Куэльяр, Карлос
Карлос Хавьер Куэльяр Хименес (исп. Carlos Javier Cuéllar Jiménez; родился 23 августа 1981, Мадрид) — испанский футболист, защитник.

## Карьера

### Испания
Куэльяр начинал играть в полулюбительских мадридских командах вроде «Пелегасо» и «Сан-Федерико». В 2000 году он подписал контракт с клубом четвёртой по значимости лиги Испании «Калаорра» и играл там два сезона, после чего перешёл в «Нумансию», выступавшую в Сегунде. В клубе из Сории Карлос также провёл два сезона. В 2003 году он был замечен скаутами «Осасуны», клуба из Примеры. Куэльяр стал важной частью команды Агирре, переживающей тогда один из лучших периодов в своей истории. В 2005 году «Осасуна» вышла в финал Кубка Испании, а сезон 2005/06 закончила на 4-м месте, что было лучшим результатом команды за всю историю существования, а также давало право играть в Лиге чемпионов. В первом по значимости клубном трофее Европы «Осасуне» далеко пройти не удалось, уже в третьем квалификационном раунде она уступила «Гамбургу». После этого памплонцы оказались в Кубке УЕФА, где дошли до полуфинала. В Кубке Куэльяр сыграл 7 игр и забил один гол, причём этот мяч, забитый в ворота «Байера», стал самым быстрым в розыгрыше.

### «Рейнджерс»
В 2007 году испанец оказался в сфере интересов шотландского клуба «Рейнджерс». В июне «рейнджеры» дважды делали предложения о покупке игрока, которые были отклонены. 5 июля клубы всё же договорились, сумма сделки составила 2,37 млн фунтов стерлингов. Контракт с игроком был подписан на 4 года, в неделю Куэльяр должен был получать по 15 тысяч фунтов. 31 июля Карлос дебютировал в новом клубе в матче с черногорской «Зетой». Первый месяц в Премьер-лиге испанец провёл впечатляюще, получив в августе титул «игрока месяца». 1 сентября Карлос забил свой первый гол за «Рейнджерс», поразив ворота «Гретны».
Куэльяр продолжал показывать сильную игру по ходу сезона. 16 апреля 2008 года в принципиальном дерби «Рейнджерс» и «Селтика» произошёл неоднозначный эпизод с участием Карлоса. Защитник рукой выбил мяч из под перекладины после удара Накамуры, за что был удалён, а «Рейнджерс» были наказаны пенальти, который отразил Аллан Макгрегор. В итоге, однако, «Селтик» всё же выиграл.
Значительную роль Куэльяр играл и в международной кампании «Рейнджерс». Шотландцы дошли до финала Кубка УЕФА, причём основной акцент делая на оборону. За 8 матчей плей-офф «рейнджеры» пропустили лишь дважды, ещё два мяча они пропустили в финале от «Зенита». Наградой за удачно проведённый сезон для Куэльяра стал титул «игрока года» по версии журналистов. После сезона испанец заявил, что уходить из «Рейнджерс» не собирается «и готов остаться здесь на всю жизнь». Куэльяр готовился к сезону вместе с шотландцами, однако через несколько дней после его начала перешёл в английскую «Астон Виллу». За один сезон в «Рейнджерс» Куэльяр сыграл 65 матчей, установив клубный рекорд по количеству проведённых игр в одном сезоне. Также испанец забил 5 мячей. На замену Карлосу «рейнджеры» приобрели в «Чарльтон Атлетик» алжирца Маджида Бугерра.

### «Астон Вилла»
В «Астон Виллу» Куэльяр перешёл 12 августа 2008 года за 7,8 млн фунтов. Контракт был рассчитан на 4 года. Карлос взял себе 24-й номер. Первый матч в составе нового клуба испанец провёл 18 сентября против «Литекса» в Кубке УЕФА. 21 сентября он сыграл свой первый матч в Премьер-лиге, выйдя на замену в игре с «Вест Бромвичем». Первый полный матч Карлоса состоялся 19 октября, причём Мартин О’Нил поставил его на позицию правого защитника, хотя обычно испанец играл в центре. Большинство матчей в своём первом сезоне Куэльяр провёл именно на правом фланге, так как О’Нил не хотел разрушать дуэт центральных защитников Дэвис — Лаурсен. 7 ноября 2009 года Куэльяр открыл счёт голам за «Виллу», забив «Болтону».

## Достижения

### Командные
Рейнджерс 
- Обладатель Кубка Шотландии: 2007/08
- Обладатель Кубка шотландской лиги: 2007/08

### Личные
- Игрок года по версии Шотландской ассоциации футбольных журналистов: 2008
- Clydesdale Bank SPL Player of the Year: 2008